# 诺埃莱
诺埃莱（法語：Noëllet，法語發音：[nɔɛlɛ] ⓘ）是法国曼恩-卢瓦尔省的一个旧市镇，属于瑟格雷区。2016年12月15日，诺埃莱和相邻的另外9个市镇合并为新市镇翁布雷当茹（Ombrée d'Anjou）。

## 地理
诺埃莱（47°41'37"N, 1°5'30"W）面积15.4 平方千米，位于法国卢瓦尔河地区大区曼恩-卢瓦尔省，该省份为法国西部内陆省份，大致对应安茹地区，北起顺时针与马耶讷省、萨尔特省、安德尔-卢瓦尔省、维埃纳省、德塞夫勒省、旺代省、大西洋卢瓦尔省和伊勒-维莱讷省接壤。
与诺埃莱接壤的市镇（或旧市镇、城区）包括：韦尔戈讷、阿尔马耶、沙泽昂里、孔布雷、圣米歇尔和尚沃、勒特朗布莱。
诺埃莱的时区为UTC+01:00、UTC+02:00（夏令时）。

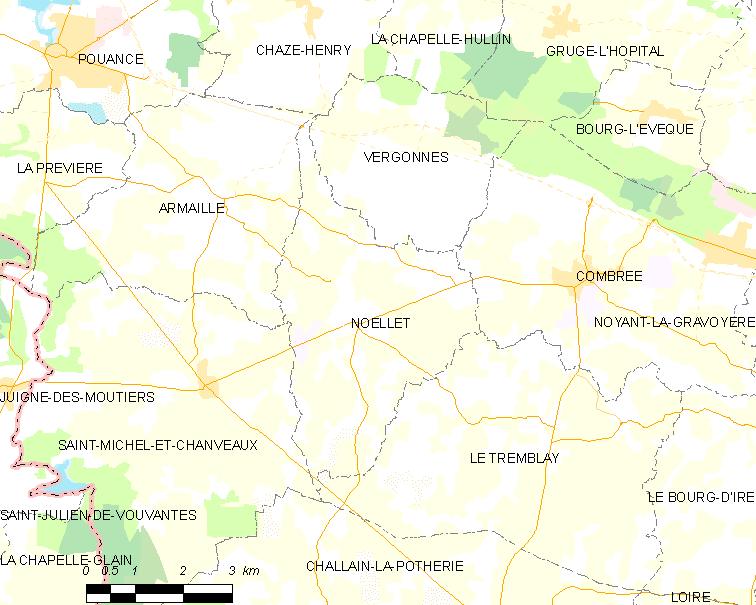
诺埃莱的OSM定位图

## 行政
诺埃莱的邮政编码为49520，INSEE市镇编码为49226。

## 政治
诺埃莱所属的省级选区为蓝色安茹地区瑟格雷县。

## 人口

1962-2008年间诺埃莱人口变化图示

诺埃莱于2018年1月1日时的人口数量为410人。